# Cenadi
Cenadi ist eine italienische Stadt in der Provinz Catanzaro in Kalabrien mit 515 Einwohnern (Stand 31. Dezember 2023).

## Lage und Daten
Cenadi liegt 42 km südwestlich von Catanzaro an der ionischen Seite der Serre. Die Nachbargemeinden sind Cortale, Olivadi, Polia (VV), San Vito sullo Ionio und Vallefiorita.

## Sehenswürdigkeiten
Im Ort steht eine erzpriesterliche Kirche. In der Umgebung gibt es Mauerruinen eines Bewässerungssystems.